# Amaragol, Muddebihal
Amaragol là một làng thuộc tehsil Muddebihal, huyện Bijapur, bang Karnataka, Ấn Độ.